# Kriván alatti Zöld-tó
A Kriván alatti Zöld-tó (szlovákul Zelené Krivánske pleso) egy tengerszem a Magas-Tátrában, Szlovákiában, a Vázseci-völgy felső teraszán. 2017 m tengerszint feletti magasságban található. 450 m hosszú és 160 m széles, zöldes színét nagyobb mélységétől kapja, 23,1 m mély. Nevét helyzete és színe szerint kapta.